# Вулиця Ірини Фаріон (Львів)
Вулиця Ірини Фаріон — вулиця в Галицькому районі міста Львова, неподалік від історичного центру. Пролягає від вулиці Матейка до стику вулиць Устияновича та Бібліотечної. 

## Назви
- 1871 — 1885 роки — Кляйновська бічна, на честь Яна Кляйна, львівського підприємця, власника броварні на Погулянці.
- 1885 — 1943 роки — Техніцка, на згадку про Цісарсько-королівську політехнічну школу (від 1921 року — Львівська політехніка), що розташована поряд.
- від листопада 1941 — липень 1944 років — Технікерштрассе.
- від липня 1944 — 1945 роки — Техницька, повернена передвоєнна назва.
- від 1945 — листопад 2024 року — уточнена назва — вулиця Технічна[6][7].
- 28 листопада 2024 року рішенням виконавчого комітету Львівської міської ради вулицю Технічну у Львові перейменували на пошану української мовознавиці Ірини Фаріон[8]. Офіційне відкриття перейменованої вулиці відбулося 1 січня 2025 року[9].

## Забудова
В архітектурному ансамблі вулиці Ірини Фаріон переважають архітектурні стилі — історизм, класицизм, сецесія, радянський конструктивізм.
№ 1 — вілла архітектора Юліана Захаревича, споруджена у 1874 році за його власним проєктом у стилі неоренесансу. У 1960-х роках, до вілли з боку вул. Ірини Фаріон прибудована чотириповерхова офісна будівля. Будівля споруджена у стилі радянського конструктивізму для львівської облспоживспілки, поряд із нею зведено складські та господарські приміщення спілки. Від радянських часів тут міститься львівська організація профспілки працівників споживчої кооперації, від часів незалежності тут також містяться товарна біржа «Галицька», кафе «ЛеоКС», а також низка офісів різних компаній. У внутрішньому подвір'ї будинку у 2019 році планується будівництво шестиповерхового житлового будинку з підземним паркінгом на десять паркомісць (автор проєкту — Юрій Столяров). В процесі будівництва буде знесена частина складських та господарських приміщень спілки.
№ 2 (інша адреса — вул. Матейка, 10) — вілла архітектора Альфреда Каменобродського, споруджена у 1889 році за його власним проєктом у стилі класицизму. У 1912—1938 роках власником вілли був барон Константи Бруницький, відомий колекціонер творів мистецтва. В будинку Бруницький тримав велику колекцію творів мистецтва, частина з яких (1300 предметів) у 1938 році передані Львівській галереї мистецтв. У 2010-х роках вілла відреставрована та у ній відкрився готель «Графські апартаменти».
№ 6 — чотириповерховий житловий будинок. В одному з приміщень першого поверху міститься крамниця видавництва «Локальна історія».

## Транспорт
Вулиця Ірини Фаріон має односторонній рух у бік вулиці Крушельницької, а від середини 1960-х років активно використовується для тролейбусного руху. Станом на липень 2025 року вулицею курсують тролейбусні маршрути № 22, 30, 32, а також декілька автобусних маршрутів, відповідно до нової транспортної схеми, яка була запроваджена у Львові у 2012 році тут проходять міський автобус № 92 та приміський маршрут № 138, що сполучає села Лапаївку та Холодновідку зі Львовом.